# Cornelis Christiaan Berg
Cornelis Christiaan (Cees) Berg (Bandung, 7 de fevereiro de 1934 — Rotterdam, 31 de agosto de 2012) foi um botânico e sistemata que se destacou no estudo da família botânica Moraceae.

## Biografia
Berg nasceu em Bandung, hoje na Indonésia, então parte das Índias Orientais Neerlandesas, tendo na sua infância a família se fixado em Sumatra, próximo de Medan. Durante a Segunda Guerra Mundial o seu pai foi recrutado para a força de defesa da colónia, tendo morrido durante a invasão japonesa das Índias Orientais. Nesse período Berg foi internado num campo de prisioneiros com sua mãe e irmãos, e transferido para um campo de homens adultos quando tinha 10 anos de idade. Apesar de toda a família ter sobrevivido à detenção, a sua mãe faleceu pouco depois, vítima de fome. Berg e os irmão foram criados como órfãos de guerra por famílias dos Países Baixos.
Foi educaado nos Países Baixos, tendo concluído o curso de agronomia na escola de horticultura de Breda.
Entre 1959 e 1966 trabalhou em horticultura, tendo entre 1960 e 1986 mantido diversas funções na Universidade de Utrecht. Nos anos de 1962 e 1964 obteve graus académicos pela Universidade de Utrecht, na qual em 1973 de doutorou. Em 1972 publicou o seu primeiro artigo científico, intitulado  Studies in Moraceae, que foi incluído na Flora Neotropica. A 11 de novembro de 1985 tornou-se o primeiro director do Norwegian Arboretum e professor de Botânica da Universidade de Bergen, cargos que exerceu até 31 de julho de 2005. A partir de 1 de setembro de 2005 foi professor emérito do Bergen Museum. A partir de 18 de dezembro de 2001 também passou a ser professor da Universidade de Leiden, cargo que manteve até falecer em 2012. Durante a sua vida publicou 151 artigos sobre espécies de plantas da família Moraceae.
A espécie Dorstenia bergiana, uma planta da família Moraceae, e Platyscapa bergi, uma vespa, são assim designadas em honra de Berg.